# Henri Senée
Henri Victor Albert Senée, né le 23 décembre 1853 à Lyon, ville où il est mort le 15 février 1910, est un compositeur, chef d'orchestre et cornettiste français.

## Biographie
Il apprend la musique puis entre dans l'armée où il devient chef d'orchestre de la chapelle militaire des 98e , 99e et 157e Régiments d'infanterie. 
Ses orchestres le rendent célèbre durant la Première Guerre mondiale. En plus de la chapelle militaire, il dirige également plusieurs orchestres civils d'harmonie, comme l' Orchestre d'harmonie de Trévoux.
Chef d'orchestre de la Porte-Saint-Martin et de l'Ambigu, on lui doit, entre autres, des pièces pour orchestres, pour cornets à pistons, de la musique de scène, de la musique de chambre, des polkas, mazurkas, valses, , etc. ainsi que de la musique de chansons. 
En 1902, il est atteint d'une attaque de paralysie et meurt des suites de celle-ci le 15 février 1910 en son domicile au no 1, rue Burdeau dans le 1er arrondissement de Lyon ,. 